# Gaïtcha FCN
El Gaïtcha Football Club Nouméa (abreviado comúnmente como Gaïtcha FCN) es un club de fútbol localizado en Numea, Nueva Caledonia fundado en 1965.
Como mayor logro posee dos títulos en la Superliga de Nueva Caledonia, conseguidos en 1999 y 2013. Es, además, el segundo equipo que más jugadores aportó a la selección neocaledonia para la Copa de las Naciones de la OFC 2012, con cinco futbolistas.

## Palmarés
- Superliga (2): 1999 y 2013.
- Copa de Nueva Caledonia (1): 2011.